# 日本ピアノ教育連盟
公益財団法人日本ピアノ教育連盟（にほんぴあのきょういくれんめい、英: Japan Piano Teachers Association）は、ピアニストとピアノ教育者のための全国組織である。

## 概要
ピアニストの育成やピアノ音楽の普及・振興を目的としたピアノ教育者による全国組織。セミナーやコンクール、会員向けに研究資料の提供などしており主な事業として設立当初より毎年開催されているピアノ・オーディションや全国研究大会などがある。

## 沿革
- 1984年、安川加壽子氏が初代会長となり設立。第1回ピアノ・オーディションを開催。
- 1985年、東京上野学園にて第1回全国研究大会を開催。
- 1987年、日本学術会議の学術研究団体に登録。
- 1993年、会員数3000人を突破。
- 1997年、第1回安川加壽子記念コンクールを開催。
- 2001年、文部科学大臣より財団法人の設立許可。
- 2002年、ピアノ教育セミナーを開始。

## 所在地
東京都千代田区飯田橋4-4-8東京中央ビル403号